# Jizera (řeka)
Jizera (německy Iser, polsky Izera) je řeka v České republice a největší tok na území Libereckého kraje. Je to největší pravostranný přítok středního Labe. Délka toku je 164,6 km. Plocha povodí je 2193,4 km². Na jejím horním toku je národní přírodní rezervace Rašeliniště Jizery.

## Název
Podle této řeky byly pojmenovány Jizerské hory, slovo samotné má starobylý, snad keltský původ. Základem slova je kořen *is-, sufigovaný pomocí -(i)r-, srovnej příbuzné staroindické isirás (prudký, rychlý, čerstvý, silný). Název tohoto keltského původu má řada říčních jmen v dalších zemích Evropy původně osídlených Kelty (Isar v Bavorsku nebo Ijzer v Nizozemsku). Název je uváděn jako Gizera již roku 1297.

## Průběh toku

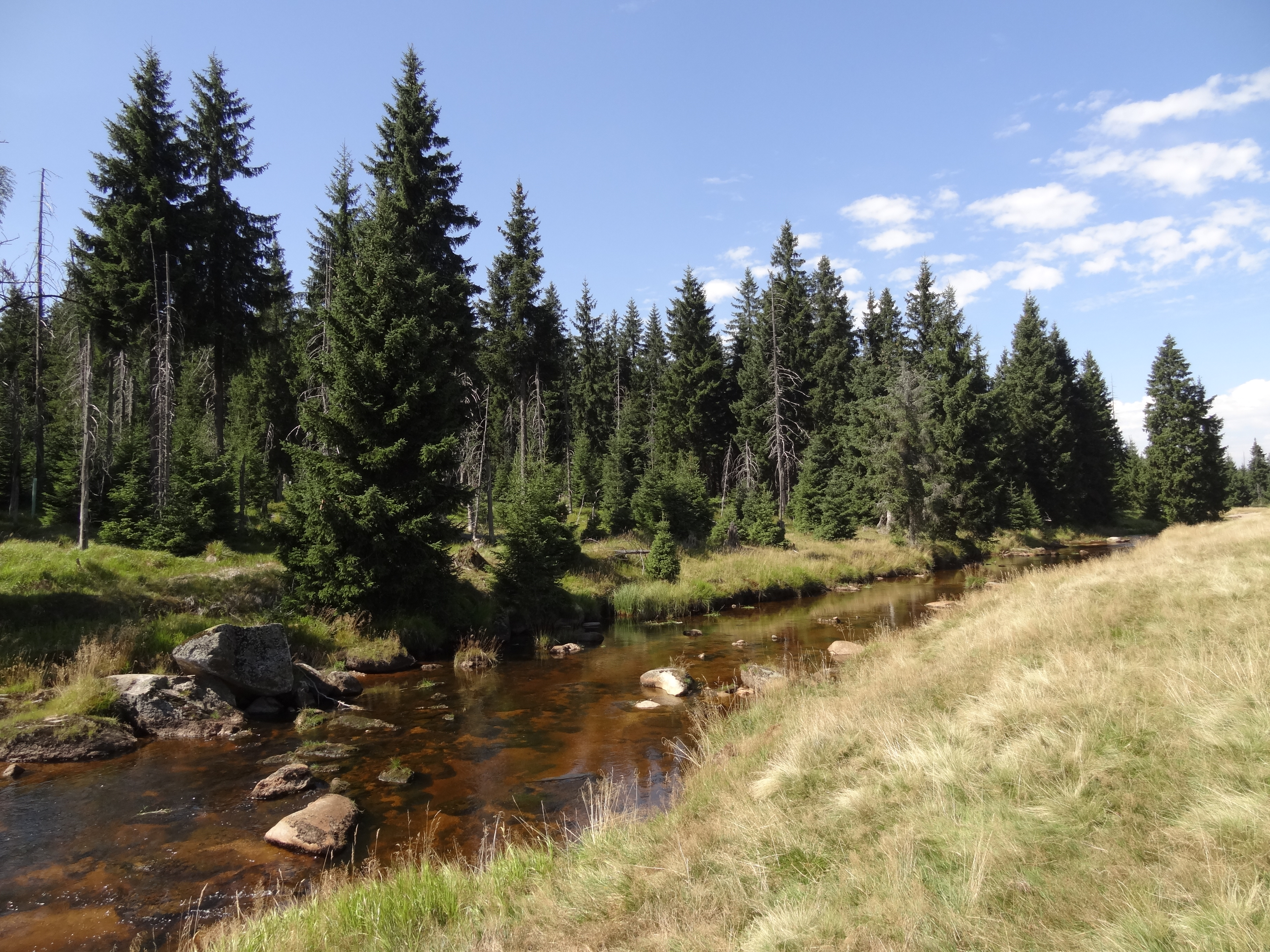
Rašeliniště Jizery

Pramení v Jizerských horách na jihovýchodním úbočí Smrku ve výšce cca 980 m, poté protéká Velkou jizerskou loukou (národní přírodní rezervace Rašeliniště Jizery), tvoří v délce asi 15 km česko-polskou hranici. Původně měl tuto hranici tvořit celý její horní tok, po ustavičných a velice úporných hraničních sporech v letech 1537–1845 o to, který ze mnoha potůčků na Smrku je ten pravý, byla státní hranice rozhodčí komisí určena dvakrát lomenou přímkou od sedla mezi Smrkem a Smrekem po Velkou Jizerskou louku.
Dále protéká Krkonošským národním parkem, Podkrkonoším a následně přetíná Ještědsko-kozákovský hřbet. Po celou tuto dobu má řeka bystřinný charakter, až k Turnovu se tak střídají úseky s výrazným spádem a kamenitým řečištěm s klidnějšími úseky. Menší, levé rameno v Turnově se nazývá Malá Jizera. Od Turnova Jizera protéká otevřenou krajinou, kde má spíše mírný spád. Řeka se po 164 km vlévá do Labe pod Káraným (samo ústí se nachází již v katastrálním území Lázně Toušeň, mezi Brandýsem nad Labem a Čelákovicemi).

### Přítoky
- levé – Mumlava, Huťský potok, Jizerka, Olšina, Oleška, Chuchelský potok, Mlýnský potok, Zbytský potok, Vrátský potok, Široký potok, Stebenka, Libuňka, Modřišický potok, Žehrovka, Nedbalka, Veselka, Popelka, Kněžmostka, Klenice
- pravé – Jizerka, Hrádecký potok, Jílovecký potok, Záskalský potok, Kamenice, Žernovník, Huntířovský potok, Vranský potok, Frýdštejnský potok, Vazovecký potok, Čtveřínský potok, Příšovka, Pěnčínský potok, Mohelka, Zábrdka, Bělá, Čistý potok, Strenický potok, Bezenský potok, Zdětínský potok

### Města
Jablonec nad Jizerou, Semily, Železný Brod, Turnov, Mnichovo Hradiště, Bakov nad Jizerou, Mladá Boleslav, Benátky nad Jizerou

## Vodní režim
Hlásné profily:
| místo                  | říční kilometr | plocha povodí - km² | průměrný průtok - m³/s(Qa) | stoletá voda - m³/s(Q100) |
| ---------------------- | -------------- | ------------------- | -------------------------- | ------------------------- |
| Jablonec nad Jizerou   | 131,75         | 181,49              | 5,70                       | 362                       |
| Dolní Sytová           | 119,80         | 322,15              | 8,92                       | 462                       |
| Železný Brod           | 99,10          | 791,80              | 16,6                       | 680                       |
| Bakov nad Jizerou      | 49,10          | 1487,78             | 22,3                       | 715                       |
| Předměřice nad Jizerou | 11,50          | 2158,71             | 24,3                       | 675                       |

## Význam

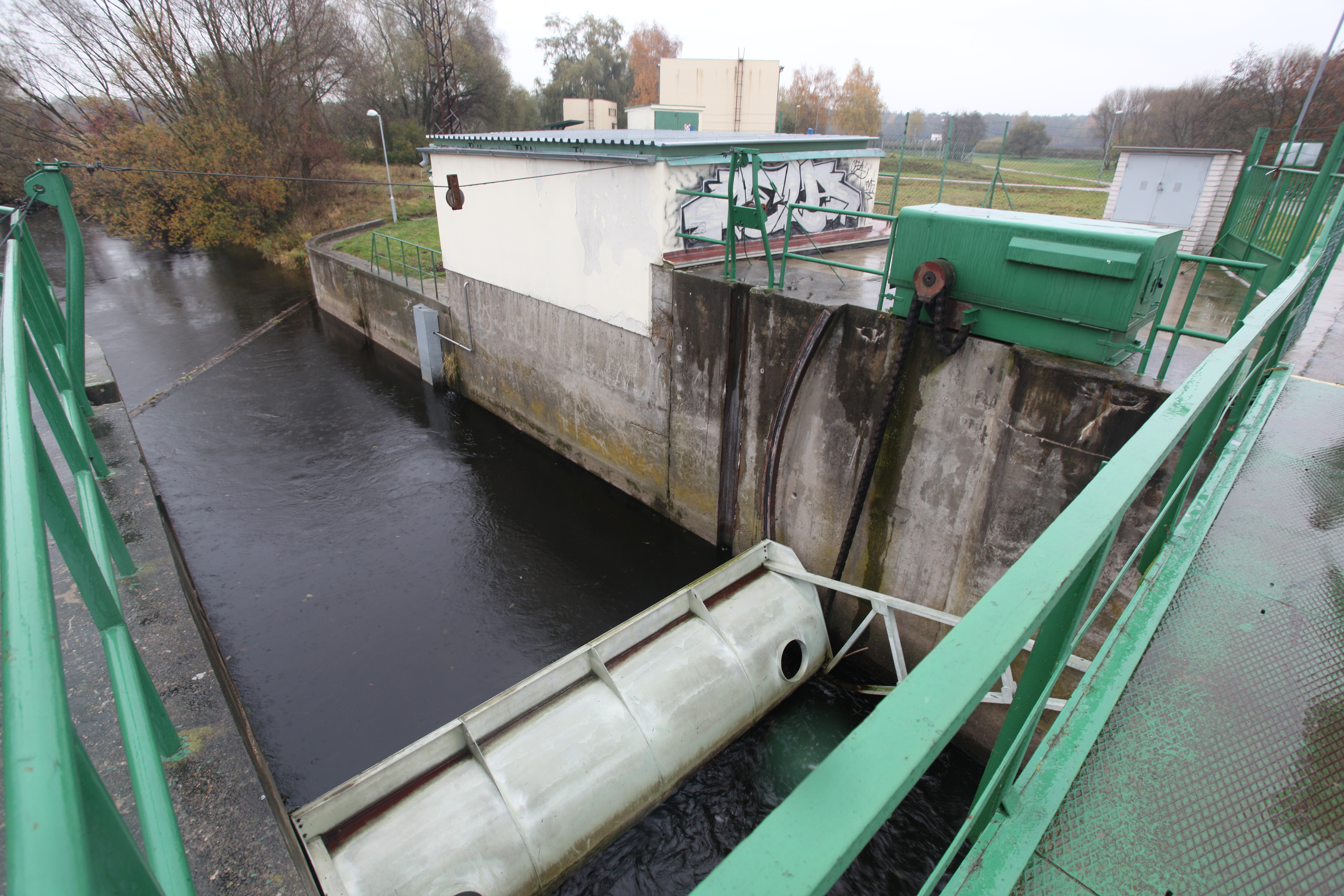
Odběrné místo povrchové vody pro umělou infiltraci v katastru obce Sojovice

Jizera je významným vodním tokem, je to pstruhová řeka, má také vodácké využití. Jelikož z hlediska čistoty patří do I. a II. třídy (neznečištěná a mírně znečištěná voda), tak slouží jako zdroj pitné vody, čerpají z ní úpravny vody v Benátkách nad Jizerou a Sojovicích. Úpravna vody v Káraném, nedaleko Jizery a jejího soutoku s Labem, je jedním ze zdrojů pitné vody pro Prahu.

## Mlýny
Mlýny jsou seřazeny po směru toku řeky.
- Mlýn Perner – Svijany, okres Liberec
- Vodní mlýn v Dolní Sytové – Dolní Sytová, okres Semily, kulturní památka
- Riegrův mlýn – Semily, okres Semily

## Galerie

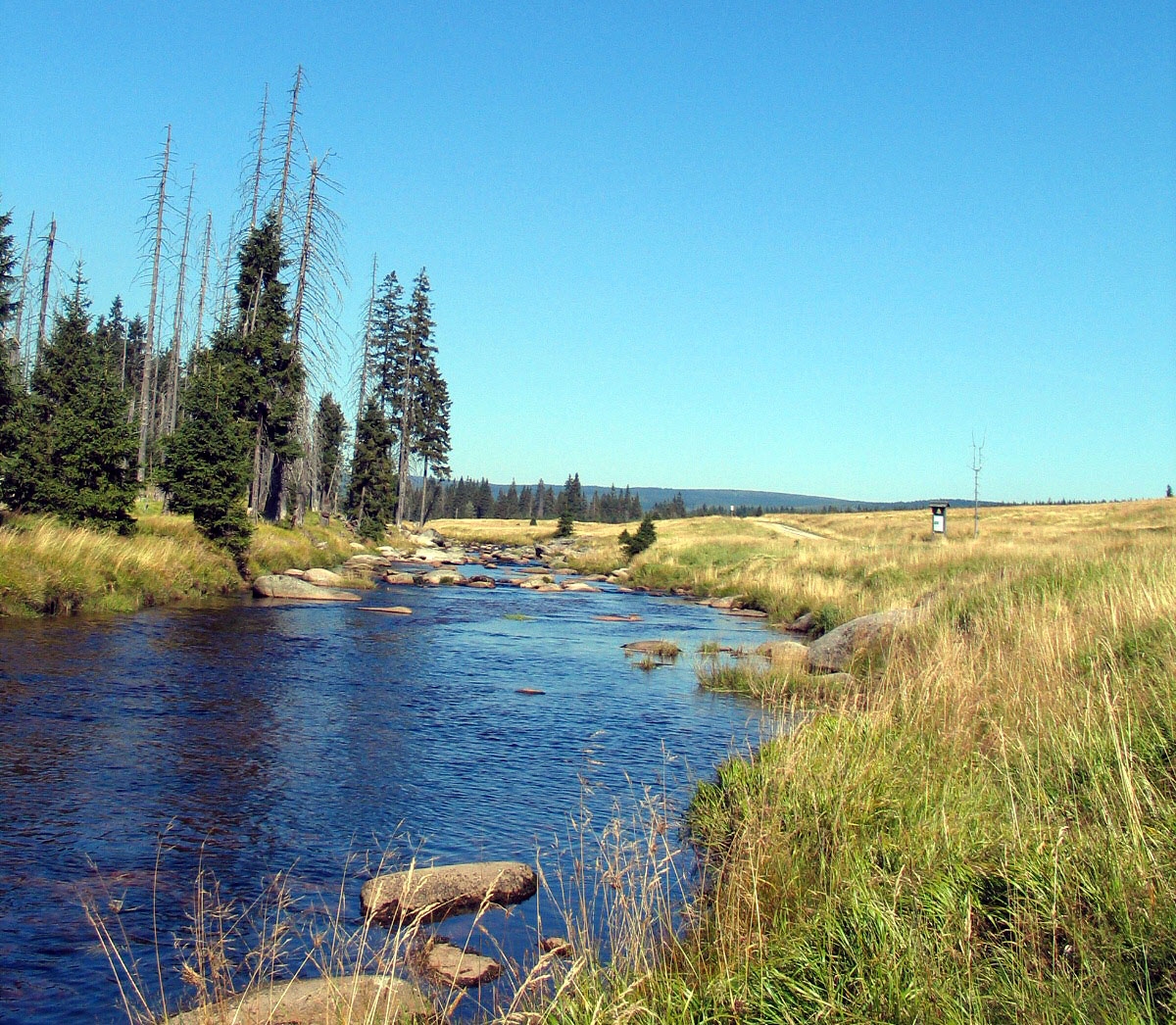
Horní tok na Velké jizerské louce
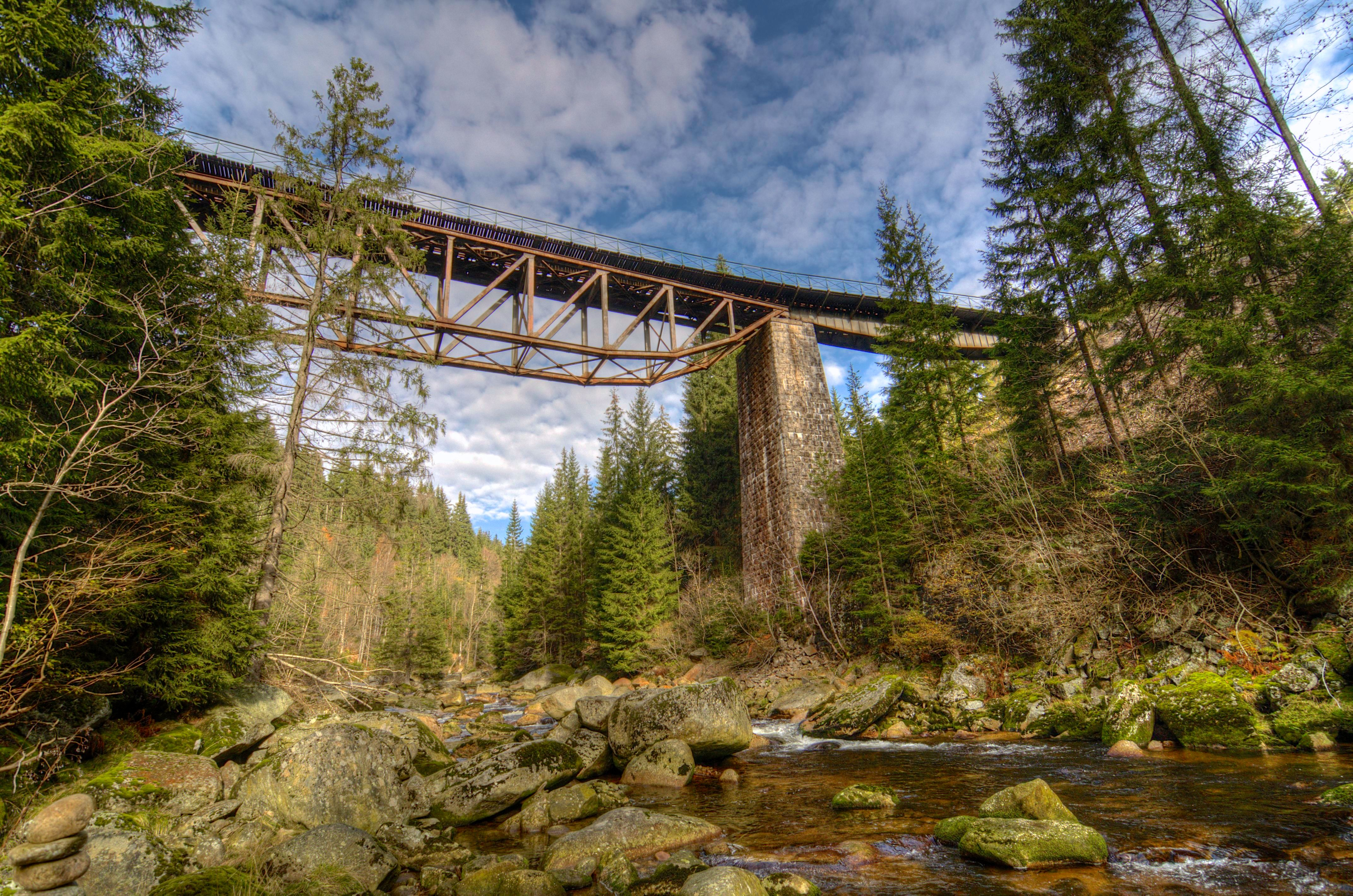
Most ozubnicové dráhy u Kořenova
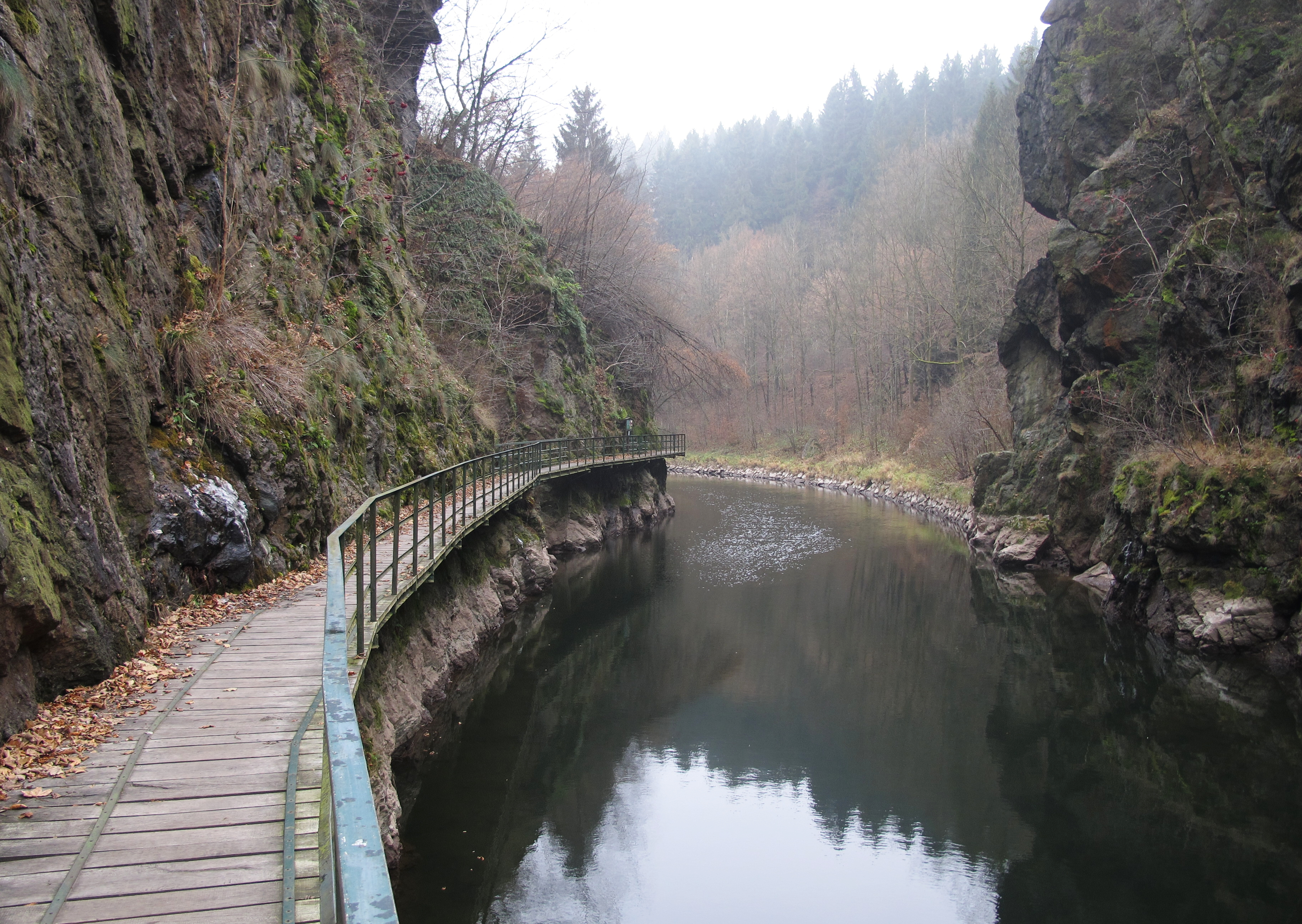
Přírodní rezervace Údolí Jizery
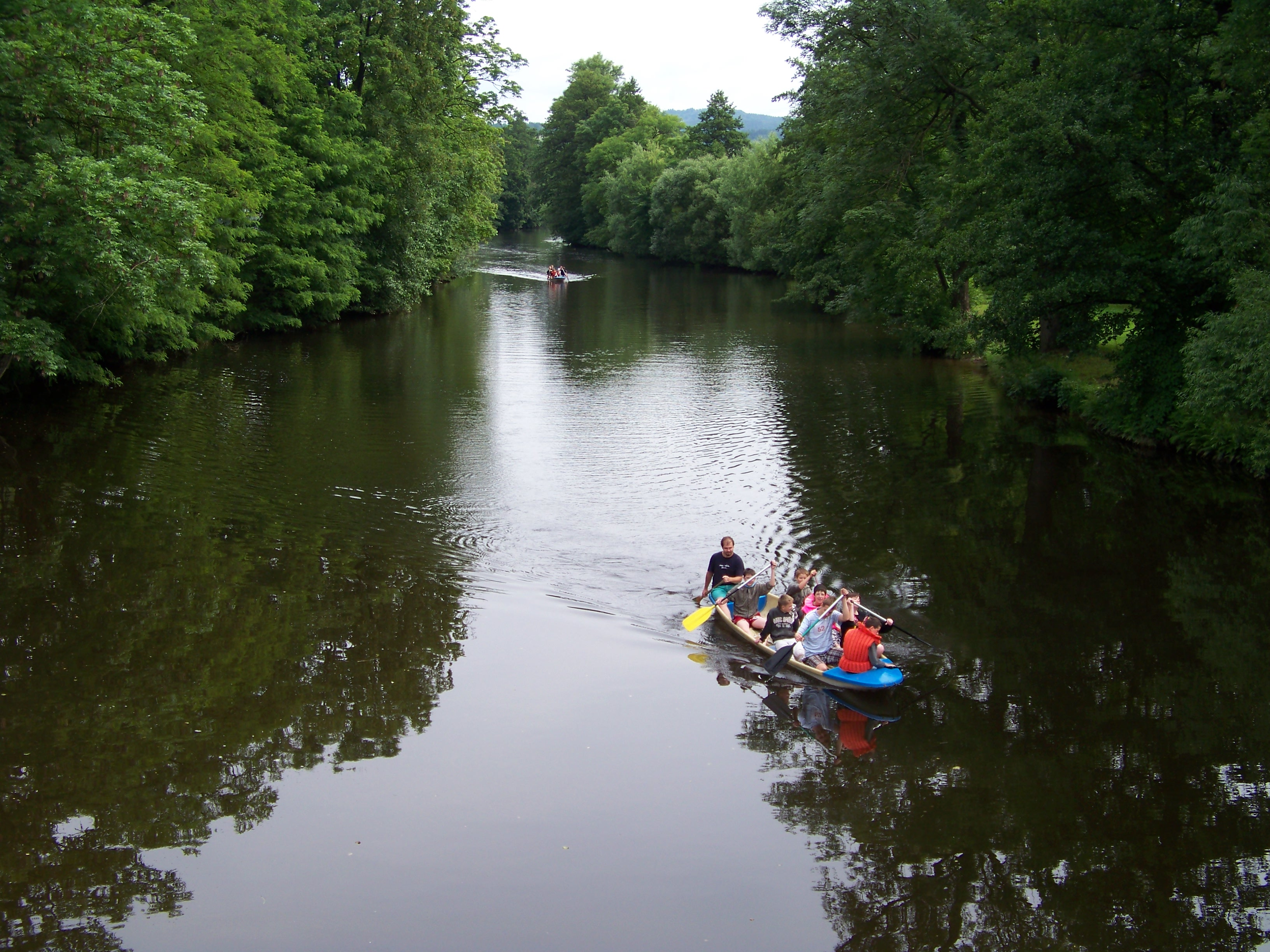
Jizera v Turnově
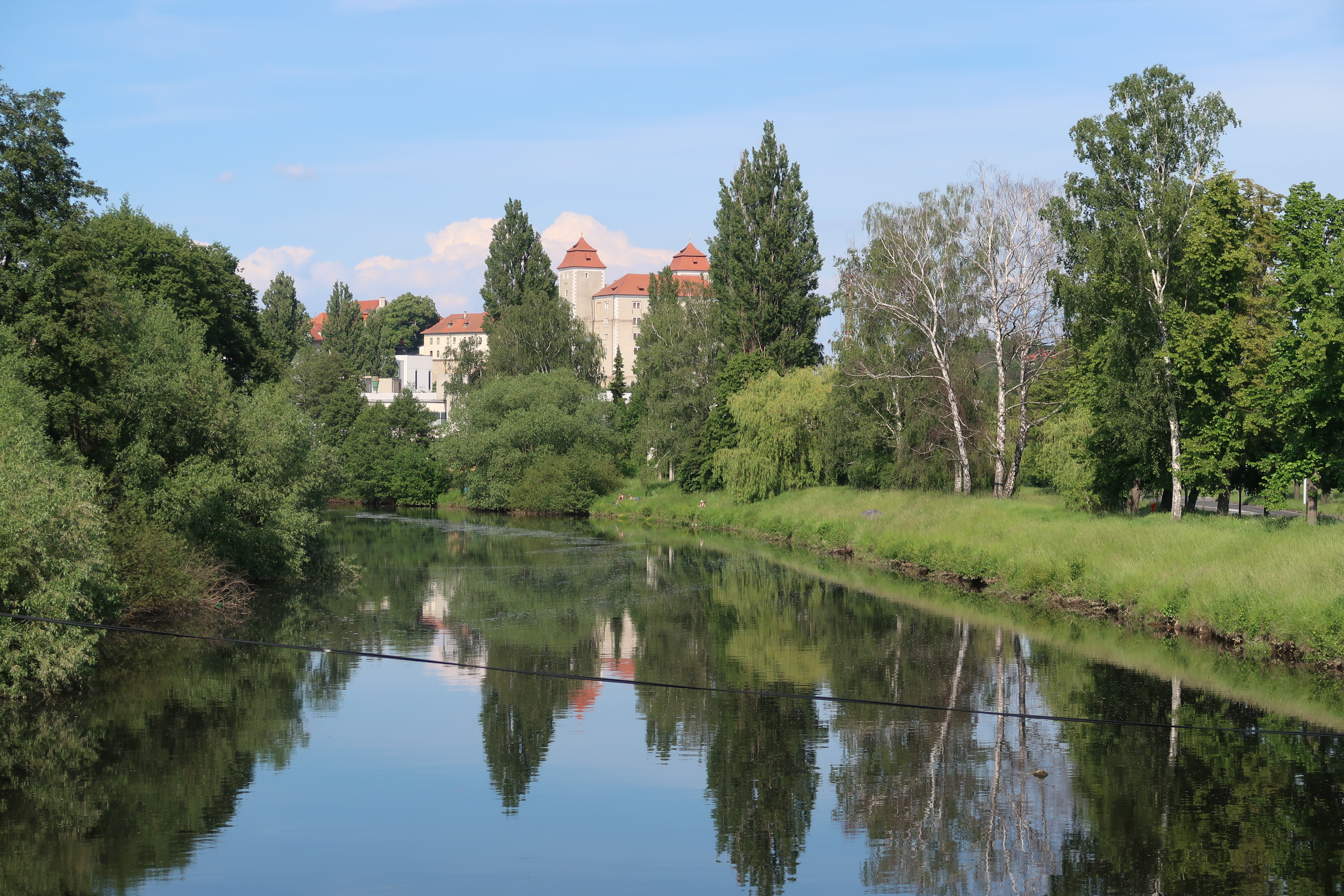
Jizera pod hradem v Mladé Boleslavi
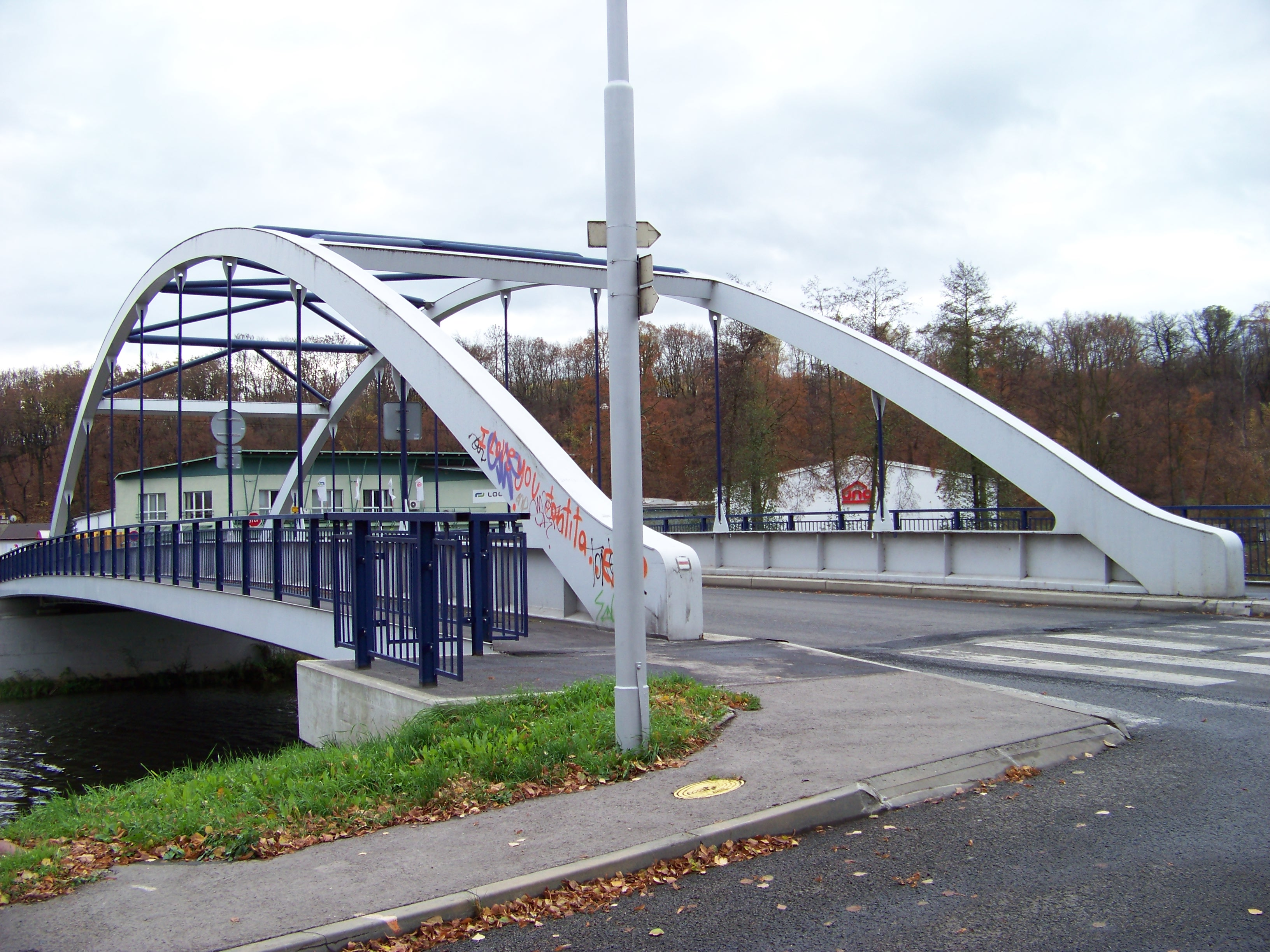
Most v Čejetičkách
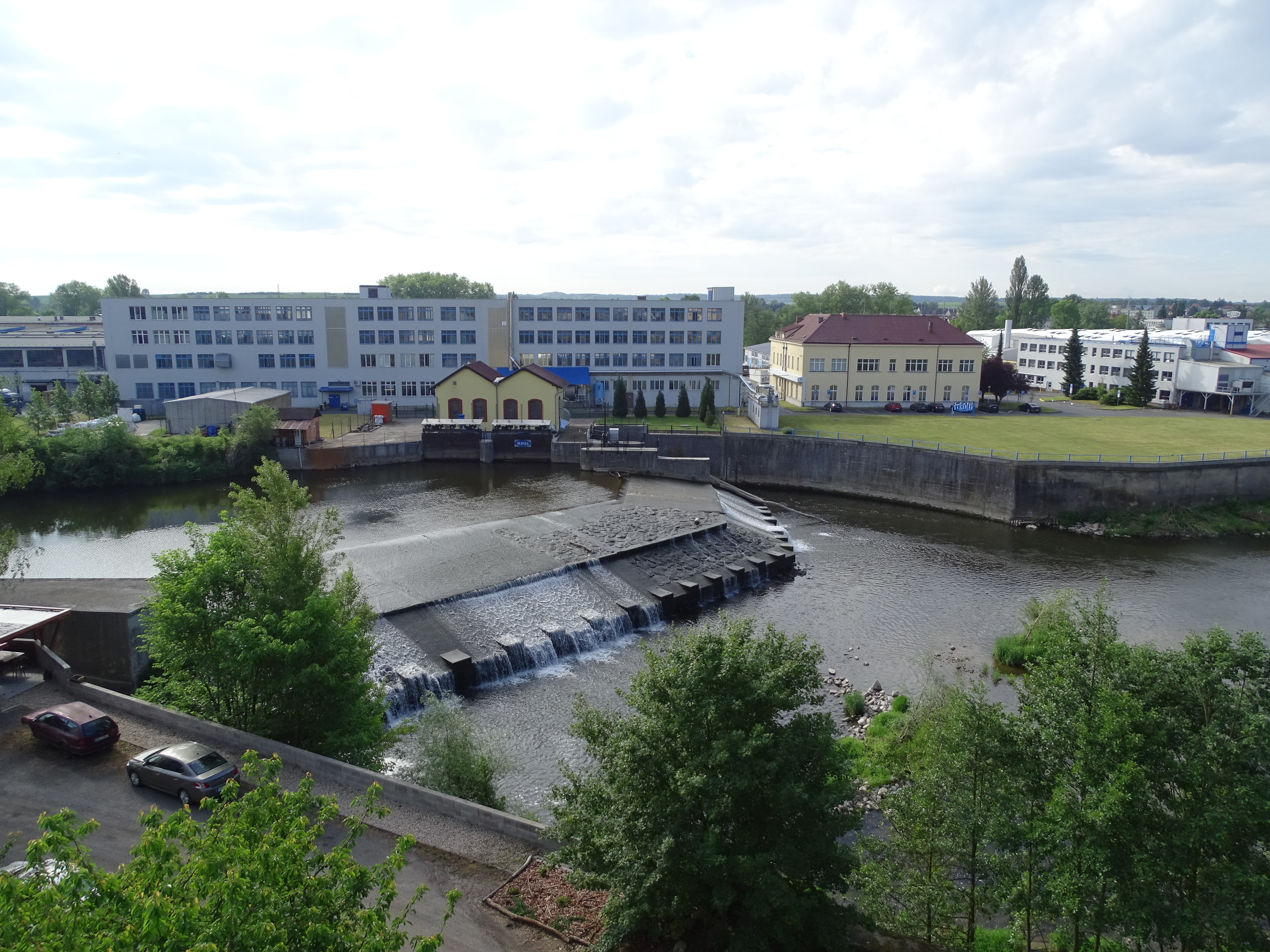
Jez v Benátkách nad Jizerou
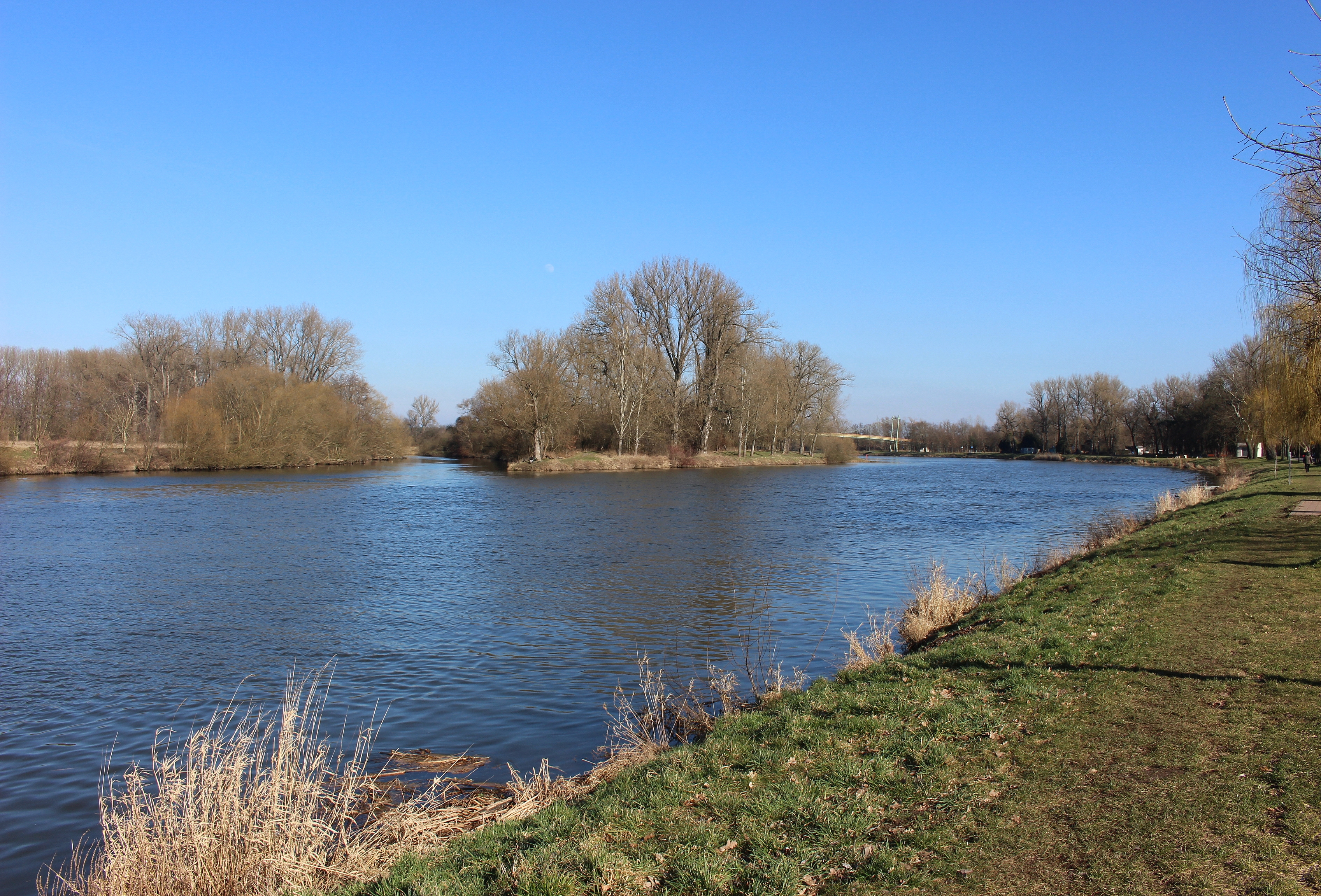
Soutok Labe a Jizery